# Craterocephalus marianae
Craterocephalus marianae é uma espécie de peixe da família Atherinidae.
É endémica da Austrália.